# Округ Бурбон (Канзас)
Округ Бурбон (енгл. Bourbon County) је округ у америчкој савезној држави Канзас. По попису из 2010. године број становника је 15.173. Седиште округа је град Форт Скот.

## Демографија
Према попису становништва из 2010. у округу је живело 15.173 становника, што је 206 (1,3%) становника мање него 2000. године.
| Група             | 2000.          | 2010.          |
| Белци             | 14.345 (93,3%) | 13.953 (92,0%) |
| Афроамериканци    | 474 (3,1%)     | 427 (2,8%)     |
| Азијати           | 56 (0,4%)      | 69 (0,5%)      |
| Хиспаноамериканци | 199 (1,3%)     | 309 (2,0%)     |
| Укупно            | 15.379         | 15.173         |